# Salvador Vilanova Pujals
Salvador Vilanova Pujals (Reus, 7 de març de 1858 - 24 de novembre de 1893) era un pedagog i funcionari català.
Mestre de professió, publicà obres didàctiques en castellà. Quan es va crear l'Associació Catalanista de Reus s'hi va incorporar i n'era un dels seus membres més dinàmics i col·laborador molt proper de Bernat Torroja, president de l'entitat. Pel fet de ser mestre, va plantejar a l'Associació la necessitat de l'ensenyament en català i engegà diverses iniciatives, amb poc resultat pràctic. A finals de 1886 va convocar els mestres de primeres lletres de Reus a una reunió amb la Junta de l'Associació on va valorar la importància de la llengua catalana en l'ensenyament. Tothom hi va estar d'acord, però els mestres al·legaven que no tenien mitjans, ja que no hi havia llibres adequats. Sorgí la idea de celebrar un concurs per a premiar treballs en aquesta línia, però immediatament la Junta (oficial) de Primer Ensenyament va advertir que el català no figurava entre les assignatures oficials, i també l'alcalde de la ciutat, Eusebi Folguera, va fer una advertència en aquest sentit. Vilanova, però, no arraconà la idea, i va redactar un sil·labari que titulà "Arma descentralitzadora: primers passos en l'ensenyança de la lectura de la llengua catalana" i també una "Enciclopèdia de la infància, mètode Larousse, aplicat a l'idioma català". Oferí els llibres a l'Associació Catalanista, que els valorà com a bons, i en publicà el primer l'any 1888, però sense l'avant-títol "Arma descentralitzadora", ja que van considerar que podria alarmar. El resultat no va ser l'esperat: el llibre es va repartir per les escoles, però els mestres no en van fer cas. L'enciclopèdia no es va arribar a editar.
Segons l'erudit reusenc Joaquim Santasusagna, "aquests Primers passos, llibre que va sortir imprès per la viuda de Torroja, són l'inici de la història del llibre didàctic […] i és el primer que amb un propòsit veritable d'educar els infants s'ha escrit a Catalunya". Només es coneixia l'existència anterior d'una obra amb la mateixa intenció, les Becerolas catalanas i castellanas, que publicà el 1857 a Barcelona Pau Estorch. Havien sortit altres llibres per a infants, però no tenien la finalitat de ser llibres escolars per a l'ensenyament.
Salvador Vilanova divulgava també les seves idees a través de la premsa local, i va ser director de La Veu del Camp i de Lo Somatent.
Va morir sobtadament el 24 de novembre de 1893, quan era dipositari municipal, ja que els catalanistes procuraven situar gent pròpia entre els funcionaris de l'Ajuntament per tal de catalanitzar l'administració local.